# Sainte-Bob
Sainte-Bob est un roman de Philippe Djian paru en 1998 chez Gallimard.
Ce roman est le dernier volet d’une trilogie, dont les deux premiers volets sont Assassins (1994) et Criminels (1997).

## Résumé
L'écrivain Luc Paradis, qui nous est présenté comme l’auteur d’Assassins et de Criminels, réside au sommet de la vallée de la Sainte-Bob.
Alcoolique et divorcé depuis 3 ans, il cohabite avec Josianne, 63 ans, qui est la mère de son ex-femme Eileen. 
Josianne, qui est psychiatre, entretient avec Luc une relation lourde d'ambigüité sexuelle, mais aide en même temps celui-ci à faire le deuil de sa relation passée avec sa fille.